# Liste des seigneurs de Gavre
Ceci est une liste des seigneurs de Gavre.
Gavere est une commune de Flandre-Orientale liée au comté d'Alost, à ne pas confondre avec Le Gâvre, près de Nantes.
Ce titre était réservé selon la coutume familiale à l'héritier présomptif du chef de la Maison de Laval à partir du mariage de Guy IX de Laval. Il passe au XVIe siècle à la Maison d'Egmond.

## Famille de Gavre
- Rasses VI de 1203 à 1244

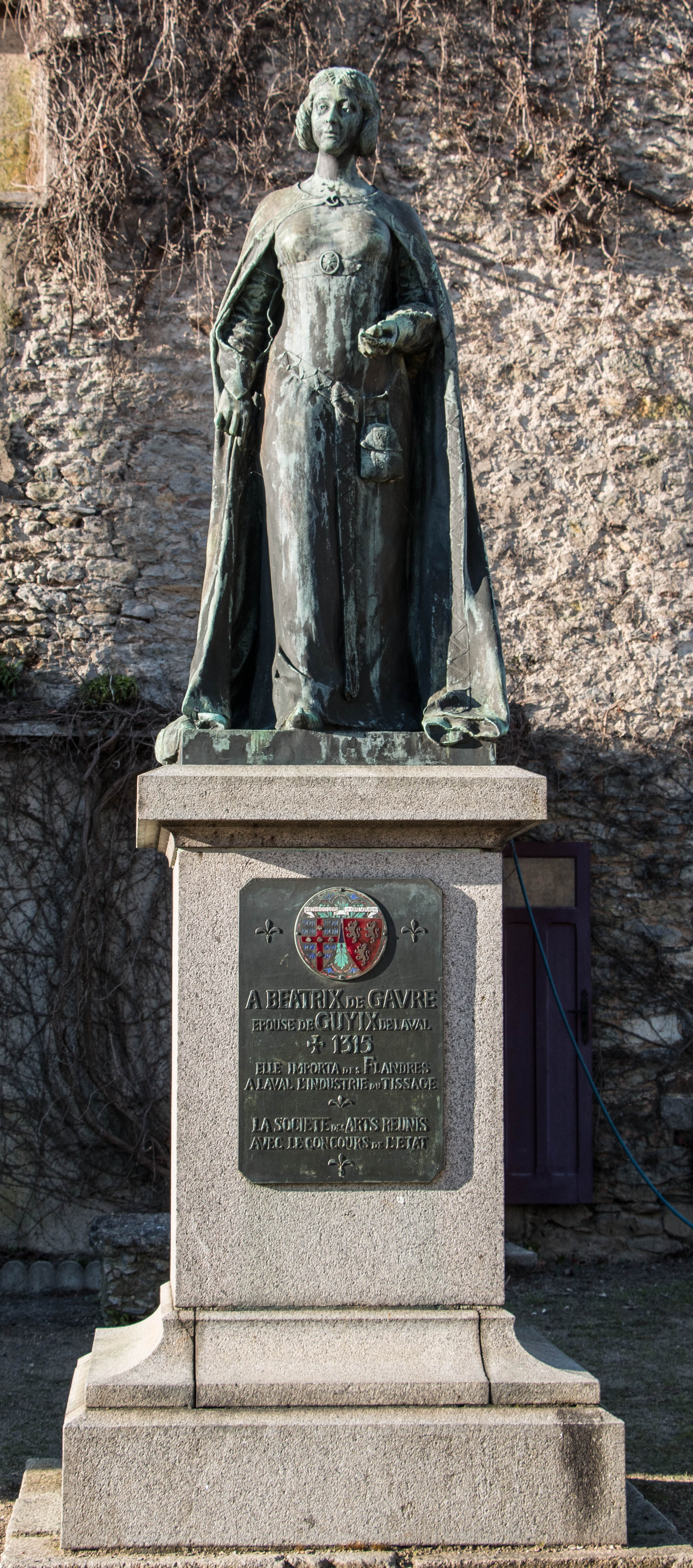
Statue de Béatrix de Gâvre dans la cour du vieux château de Laval.

- Rasses VII de 1244 à 1253, mort le 4 juillet 1253, à la bataille de Walcheren
- Rasses VIII de 1253 à 1300. C'est la fille de ce dernier et de Béatrix de Longueval, sa première épouse, qui devint, vers 1282, la femme de Guy IX de Laval. Son père, après avoir épousé en secondes noces Béatrix de Stryen, mourut, en 1300, noyé dans l'Escaut. Lors de son décès, son fils unique, nommé Rasses, comme ses aïeux, avait disparu et, de ses héritiers au premier degré, un seul vivait encore : Béatrix.
- Béatrix de Gâvre, comtesse de Falkemberg, fille unique de Rasès (Rasse) VIII de Gavre, seigneur de Gavre, d'Orcheghem, et de Morhem en Flandre, femme de Guy IX de Montmorency-Laval.

## Deuxième maison de LavalouMaison de Montmorency

### Le titre de Gavre
Le titre de sire de Gavre en Flandre orientale était réservé selon la coutume familiale à l'héritier présomptif direct du chef des Maisons de Laval puis de Laval-Montfort, selon le droit d'aînesse et les femmes pouvant succéder à défaut des hommes, mais en respectant de surcroît la non-représentation des fiefs stipulée par la coutume de Flandre. En effet, Béatrix de Gavre avait incorporé aux domaines de son époux un vaste territoire situé en Flandre, Gavre et ses dépendances. Cet héritage lui était venu grâce à une disposition de la coutume de Flandre absolument contraire à ce qui était réglé par la coutume du Maine, et qui avait l'inconvénient de compromettre singulièrement les intérêts de la postérité des aînés. La transmission des héritages avait lieu en Flandre sans admettre le droit de représentation, c'est-à-dire sans que les morts puissent transmettre fictivement la succession à leurs propres descendants (donc, par la non-représentation, les cadets survivants succèdent aux dépens des descendants des aînés prédécédés).
C'est ainsi qu'en 1300 lors de son décès, du fait du prédécès de son fils unique appelé Rasse lui aussi (ou Gauthier ?), le défunt Rasse VIII ne laissait qu'une seule héritière possible au premier degré, sa fille Béatrix, dont les droits de fille survivante annulaient ceux de ses neveux : car le père de ces derniers était déjà mort, au nom duquel ils ne pouvaient donc pas intervenir par représentation dans la succession. Béatrix devint donc dame de Gavre ; à partir de 1300, la transmission de Gavre s'effectua comme celle du patrimoine des Laval, sans que la question de la représentation réapparût avant 1501.
La coutume des Flandres, comme la coutume de Paris, n'admettait pas la représentation, si bien que les droits de Béatrix, fille vivante, annulaient ceux de ses neveux, dont le père était mort. Elle se trouva donc seule héritière de son père et devint ainsi propriétaire de tout le patrimoine de sa maison, à savoir : de Gavre, de Vinderhoute et de Meerendée ; on verra même que ses descendants étaient en procès au Parlement avec leur cousine, Béatrix de Gavre, épouse du maréchal de Fienne, au sujet de la propriété de Chièvres.
Un accord, passé le 27 mai 1301, régla les droits des neveux de Béatrix, auxquels elle assura le complément des quinze cents livres de rente promises par le contrat de mariage de leur père, et les dix-huit mille livres décapitai, que leur avait léguées leur grand-père.

### Seigneurs de Gavre

Blason de Guy de Laval-Montmorency

- Guy IX de Laval, marié à Béatrix de Gavre ;
- Guy X de Laval ;
- Guy XI de Laval ;
- Guy XII de Laval ;
- Guy de Laval

## Maison de Montfort-Laval

### Changement de blason
En 1464, le roi autorise Guy XIV « son cousin » à ajouter un premier quartier de France, puis celles d'Evreux - et celles de Vitré.
Pour Bertrand de Broussillon, l'adoption d'un nouveau blason, quelle que soit la grandeur des alliances rappelées par lui n'est pas sans danger si on fait référence aux clauses du contrat de mariage d'Anne de Laval avec Guy XIII. Cette situation spéciale obligea sans doute le comte de Laval à s'adresser à tous ceux auxquels il rendait hommage pour des fiefs ayant appartenu à Guy XII et à Jeanne de Laval-Tinténiac ; et à solliciter d'eux une renonciation expresse à tous les droits éventuels résultant de la clause pénale.

### Seigneurs de Gavre
- Anne de Laval fille de Guy XII ;
- son époux Guy XIII de Laval ;
- Anne de Laval ;
- Guy Turpin, époux d'Anne de Laval ;
- Anne de Laval ;
- Guy XIV de Laval, premier comte de Laval ;
- Guy XV de Laval.

### Droit de représentation
En 1501, c'est par représentation des droits de son père, Jean de Laval (fils prédécédé de Guy XIV), que Nicolas de Laval est héritier de son oncle Guy XV pour le comté de Laval.
Gavre, soumis à une coutume qui n'admettait pas l'usage de ce droit de représentation, échappe alors à ses mains, pour venir dans celles de l'aîné des fils de Guy XIV encore vivants, François de Laval-Châteaubriant. Au décès de celui-ci, le 5 janvier 1504, l'aîné de ses fils, Jean de Laval-Châteaubriant, en hérite à son tour.

## Maison de Laval-Châteaubriant
- François de Laval-Châteaubriant
- Jean de Laval-Châteaubriant

## Maison de Luxembourg
En 1515, Gavre est vendu par Jean de Laval-Châteaubriant (ou Guy de Laval) à Jacques de Luxembourg.
- Jacques de Luxembourg.
- Jacques III de Luxembourg, son fils, qui meurt sans autre héritier que sa sœur, Françoise.
- Françoise de Luxembourg.

Charles Quint crée Françoise de Luxembourg princesse de Gavre en 1535.

## Maison d'Egmont
Gavre passe dans le patrimoine de la Maison d'Egmond, lors du mariage de Jean d'Egmont avec Françoise de Luxembourg
- Jean d'Egmont
- Lamoral (comte d'Egmont)
- Philippe d'Egmont

## Sources et bibliographie
- Alphonse-Victor Angot, Ferdinand Gaugain, Dictionnaire historique, topographique et biographique de la Mayenne, Goupil, 1900-1910
- Jacques Le Blanc de la Vignolle, Généalogies de la maison de Laval
- Arthur Bertrand de Broussillon ( éd.) (ill. Paul de Farcy), La maison de Laval, 1020-1605. Étude historique accompagnée du cartulaire de Laval et de Vitré, t. I : Les Laval, 1020-1264, Paris, Alphonse Picard et fils, 1895, XVI-320 p. (lire en ligne).
- Arthur Bertrand de Broussillon ( éd.) (ill. Paul de Farcy), La maison de Laval, 1020-1605. Étude historique accompagnée du cartulaire de Laval et de Vitré, t. II : Les Montmorency-Laval, 1264-1412, Paris, Alphonse Picard et fils, 1898 (lire en ligne).
- Arthur Bertrand de Broussillon ( éd.) (ill. Paul de Farcy), La maison de Laval, 1020-1605. Étude historique accompagnée du cartulaire de Laval et de Vitré, t. III : Les Montfort-Laval, 1412-1501, Paris, Alphonse Picard et fils, 1900 (lire en ligne).
- Arthur Bertrand de Broussillon ( éd.) (ill. Paul de Farcy), La maison de Laval, 1020-1605. Étude historique accompagnée du cartulaire de Laval et de Vitré, t. IV : Les Montfort-Laval et leurs cadets, 1501-1605, Paris, Alphonse Picard et fils, 1902, 417 p. (lire en ligne).
- Arthur Bertrand de Broussillon ( éd.) (ill. Paul de Farcy), La maison de Laval, 1020-1605. Étude historique accompagnée du cartulaire de Laval et de Vitré, t. V : Nouvelles recherches. Table des noms, Paris, Alphonse Picard et fils, 1903, 307 p. (lire en ligne).
- Arthur Bertrand De Broussillon et Paul de Farcy, Sigillographie des seigneurs de Laval, 1095–1605, Mamers, G. Fleury et A. Dangin, 1888, 152 p. (lire en ligne).
- Arthur Bertrand De Broussillon et Eugène Vallée, Documents inédits pour servir à l'histoire du Maine au XIVe siècle : avec une table alphabétique des noms, vol. I, Le Mans, Société historique de la province du Maine, coll. « Archives historiques du Maine », 1905, 597 p. (lire en ligne).